# 鳥居強右衛門
鳥居 強右衛門（とりい すねえもん）は、戦国時代の日本の足軽。奥平家の家臣。名は勝商（かつあき）。

## 生涯
鳥居強右衛門が歴史の表舞台に登場するのは、天正3年（1575年）の長篠の戦いの時だけで、それまでの人生についてはほとんど知られていない。現存する数少ない資料によると、彼は天文9年（1540年）に三河国宝飯郡内（現在の愛知県豊川市市田町）で生まれ、当初は奥平家の直臣ではなく陪臣であったとも言われ、長篠の戦いに参戦していた時の年齢は数えで36歳と伝わる。
奥平氏はもともと今川氏や織田氏、松平氏（徳川氏）と所属先を転々とした国衆であったが、元亀年間中は甲斐武田氏の侵攻を受けて、武田家の傘下に従属していた。ところが、武田家の当主であった武田信玄が元亀4年（1573年）の4月に死亡し、その情報が奥平氏に伝わると、奥平氏は再び松平氏（徳川氏）に寝返り、信玄の跡を継いだ武田勝頼の怒りを買うこととなった。
奥平家の当主であった奥平貞能の長男・貞昌（後の奥平信昌）は、三河国の東端に位置する長篠城を徳川家康から託され、約500の城兵で守備していたが、天正3年5月、長篠城は勝頼が率いる1万5,000の武田軍に攻囲された。5月8日の開戦に始まり、11、12、13日にも攻撃を受けながらも、周囲を谷川に囲まれた長篠城は何とか防衛を続けていた。しかし、13日に武田軍から放たれた火矢によって、城の北側に在った兵糧庫を焼失。食糧を失った長篠城は長期籠城の構えから一転、このままではあと数日で落城という絶体絶命の状況に追い詰められた。そのため、貞昌は最後の手段として、家康のいる岡崎城へ使者を送り、援軍を要請しようと決断した（一方、岡崎城の家康もすでに武田軍の動きを察知しており、長篠での決戦に備えて同盟者の織田信長に援軍の要請をしていた）。しかし、武田の大軍に取り囲まれている状況の下、城を抜け出して岡崎城まで赴き、援軍を要請することは不可能に近いと思われた。
この命がけの困難な役目を自ら志願したのが強右衛門であった。14日の夜陰に乗じて城の下水口から出発。川を潜ることで武田軍の警戒の目をくらまし、無事に包囲網を突破した。翌15日の朝、長篠城からも見渡せる雁峰山から狼煙を上げ、脱出の成功を連絡。当日の午後に岡崎城にたどり着いて、援軍の派遣を要請した。この時、上記の様に信長の援軍3万が岡崎城に到着しており、織田・徳川連合軍3万8,000は翌日にも長篠へ向けて出発する手筈となっていた。これを知って喜んだ強右衛門は、この朗報を一刻も早く味方に伝えようと、すぐに長篠城へ向かって引き返した。16日の早朝、往路と同じ山で烽火を掲げた後、さらに詳報を伝えるべく入城を試みた。ところが、城の近くの有海村（城の西岸の村）で、武田軍の兵に見付かり、捕らえられてしまった。烽火が上がるたびに城内から上がる歓声を不審に思う包囲中の武田軍は、警戒を強めていたのである。

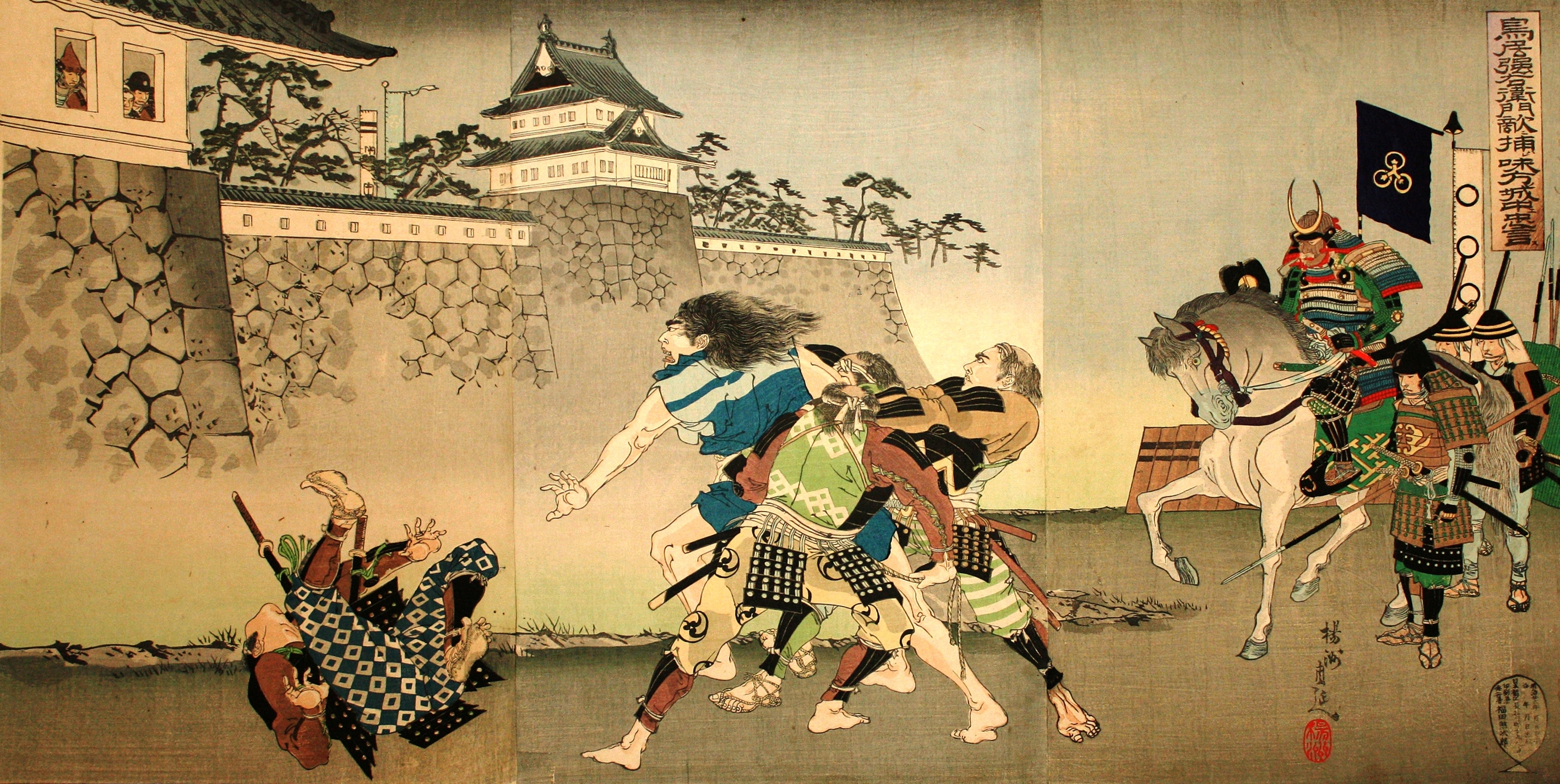
楊洲周延『鳥居強右衛門敵捕味方城中忠言』
1893年（明治26年）刊。縦大判錦絵三枚続の武者絵。武田方に捕まった鳥居強右衛門（中央）は、籠城する味方を裏切って「援軍は来ない」と報せるよう強いられたが、面従腹背してまんまと城に近付き、「間もなく援軍が来る」との事実を報せて味方を鼓舞した。周りの敵兵は叫ぶ強右衛門を慌てて押さえ込もうとしているが、時すでに遅し。

強右衛門への取り調べによって、織田・徳川の援軍が長篠に向かう予定であることを知った勝頼は、援軍が到着してしまう前に一刻も早く長篠城を落とす必要性に迫られた。そこで勝頼は、命令に従えば強右衛門の命を助けるばかりか武田家の家臣として厚遇することを条件に、援軍は来ないからあきらめて城を明け渡すべきと虚偽の情報を城に伝えるよう、強右衛門に命令した。こうすれば城兵の士気は急落して、城はすぐにでも自落すると考えたのである。強右衛門は勝頼の命令を表向きは承諾し、長篠城の西岸の見通しのきく場所へと引き立てられた。しかし、最初から死を覚悟していた強右衛門は、あと二、三日で援軍が来るからそれまで持ちこたえるようにと城に向かって叫んだ。これを聞いた勝頼は激怒し、その場で部下に命じて強右衛門を殺した。しかし、この強右衛門の決死の報告のおかげで「援軍近し」の情報を得ることができた貞昌と長篠城の城兵たちは、強右衛門の死を無駄にしてはならないと大いに士気を奮い立たせ、援軍が到着するまでの二日間、武田軍の攻撃から城を守り通すことに成功した。援軍の総大将であった信長も、長篠城の味方全員を救うために自ら犠牲となった強右衛門の最期を知って感銘を受け、強右衛門の忠義心に報いるために立派な墓を建立させたと伝えられている。

### 子孫
強右衛門の子孫は、高名となった強右衛門の通称を代々受け継いだ。強右衛門勝商の子・鳥居信商は、父の功により100石を与えられ、信昌の子・松平家治に付属した。家治が早世すると信昌の許に戻り、関ヶ原の戦いに従軍、京都で安国寺恵瓊を捕縛する大功により200石に加増された。その後、信昌の末子・松平忠明が家康の養子として分家（奥平氏の支流。現埼玉県行田市にあった忍藩で明治維新を迎えた奥平松平家）を興すに至り、鳥居信商を家臣にもらい受けている。また、13代目の鳥居商次が家老になるなど、子孫は家中で厚遇された。強右衛門の家系は現在も存続している。

## 逸話
強右衛門の死については「斬られて死んだ」「磔にされた」の2種類が伝わっているが、一般には「磔にされた」とする逸話が有名であり、磔にされている強右衛門の姿を描いた旗指物の絵が現在に伝わっている（■）。
ただし、強右衛門の記録のうち最も古いものは寛永元年（1624年）開版の『甫庵信長記』整版本で、寛永3年（1626年）頃に成立した『三河物語』がこれに次ぐが、それ以前の『信長公記』などには件についての記述は全く見られない。また、上記の死以外にも、『甫庵信長記』と『三河物語』では内容に異なる部分がある。
|                                | 甫庵信長記 | 三河物語 |
| ------------------------------ | --- | --- |
| 鳥居強右衛門の名前             | 鳥井強右衛門 | 鳥井すね右衛門／鳥井すね右衛門尉 |
| 使者派遣の理由                 | 兵糧の枯渇 | 武田軍の厳しい攻撃に耐えられなくなったため |
| 鳥居強右衛門が使者となった理由 | 自ら名乗り出た | 記述なし |
| 長篠城脱出の模様               | 「ワカ君ノ命ニカワル玉ノ緒ヲ何トイヒケン武士（もののふ）ノ道」と言って5月14日夜に脱出、翌朝合図の狼煙を上げ、15日夜に岡崎に到着 | 城からは容易に脱出した、とするのみ |
| 長篠へ帰還の模様               | 信長は飛脚を出すと言い強右衛門を引き留めたが強右衛門は急ぎ自ら帰り伝えるため発ち、16日夜半に長篠到着 | 信長が引き留める描写はない |
| 捕縛の経緯                     | 武田方が堀や柵を増強し厳戒態勢を敷いていたため途方に暮れていたところ、勝頼の家臣河原弥太郎により捕まった | 武田逍遙軒の持ち場から竹束を被って侵入しようとしていたところを見つかり捕縛                                                                       |
| 武田方の要請                   | 勝頼が、逍遙軒を通して尋問したところ、強右衛門は任務を包み隠さず白状したので、武田の家臣となり召し抱えることを提案され、強右衛門はこれを承諾した。夜更けになってから、逍遙軒が強右衛門に、城中の親しい者を呼び出して早く城を開城するよう伝えるよう要請した。 | 勝頼が、命を助け領地を与え召し抱える見返りに、磔の状態で城に向かって信長の援軍は来ないので城を開城するよう伝えるよう要請したのでこれを承諾した。 |
| 長篠城への伝達                 | 暁天に10人ほどの侍を付けて柵へ近づき、信長が二三日のうちに到着するので城を維持すべきことと、今生の名残是迄なりと告げた。 | 城の近くで磔にされ、信長・上之助（信忠）・家康・信康の援軍が迫っている、三日のうちに好転するので城を維持するよう告げた。                         |
| 強右衛門の殺害                 | 勝頼は義士であるとして助命しようとしたが、強右衛門は請いて切られた。 | かえって敵の利益になることを言う奴なのでそのままとどめをさされた。                                                                               |

- 強右衛門が長篠城を脱出する際、鈴木 金七郎 重政（すずき きんしちろう しげまさ）という名の足軽が同行、または第二の使者として続いたとする説もある。『総見記』『常山紀談』『長篠日記』には、金七郎が強右衛門と共に長篠城を脱出し、岡崎城への使者となった旨が記されている。新城市所在の禅源寺の古文書にも同様の記述があり、川路村（現・新城市川路）にも同様の伝承がある。『四戦紀聞』『武徳大成記』には強右衛門の後を追う形で金七郎が派遣されたことが記されている。しかし、『寛永諸家系図伝』『寛政重修諸家譜』の奥平家系図の記載や『三河物語』には金七郎についての記述は見られない[8]。また、強右衛門と共に金七郎が使者になったとする上記の各資料においても、援軍要請の役目を果たした後に長篠城へ向かって引き返したのは強右衛門だけで、金七郎はそのまま岡崎城に残り、強右衛門のように英雄として名を残すことはなかったとされている。他方、『奥平家世譜』においては、鈴木金七郎は15日の長篠城攻防戦で討ち死にした奥平方武士の一人として名前が現れる[9]。
- 強右衛門は死を覚悟で長篠城を脱出する際、「我が君の命に代わる玉の緒の何いとひけむ武士（もののふ）の道」という辞世の句を残したと伝えられる。主君を助けるためには自分の命を犠牲にすることもいとわない武士道の理想を象徴する和歌とされているが、この和歌の原文が記されている『甫庵信長記』は、強右衛門の死から50年近くも後の江戸時代初期に書かれたものであり、この和歌が実際に強右衛門本人の作であるという保証はない。
- 強右衛門の主家である奥平家では、家運を高めたこの戦を後に「開運戦」と呼び、家康の縁者となった貞昌は岡崎譜代の家臣に引けをとらぬ待遇を獲得した。
- 強右衛門の命を賭して主君への忠義を尽くした行為は高く評価され、明治から太平洋戦争時までの国定教科書でも紹介されていた。
- JR東海飯田線の鳥居駅は、強右衛門の最期の地にちなんでの命名である。また、強右衛門の妻の故郷である作手村（新城市作手）の甘泉寺には、織田信長が強右衛門を弔うために建立させたと伝えられる墓が今でも残っている。

## 「落合左平次道次背旗」

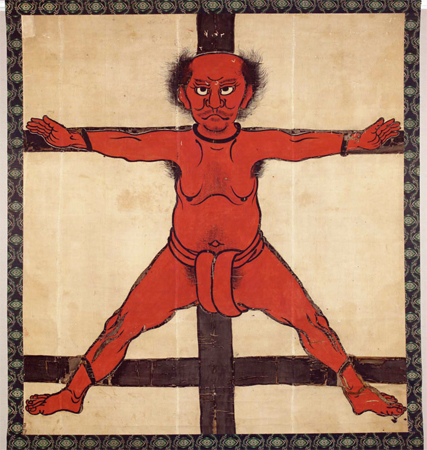
「落合左平次道次背旗」

東京大学史料編纂所が収蔵する、磔にされた鳥居強右衛門を描いた旗指物。史料編纂所における管理名称は上記の通りだが、箱書に「落合左平次道次背旗　鳥居強右衛門勝高逆磔之図」とある。「勝高」は諱である「勝商」の誤記か。
強右衛門は全身が赤土のような色で描かれており、眼光鋭くこちらを見据えている。
この背旗は、紀州藩士落合家に伝来したものだが、明治時代に旧主家である紀州徳川家に寄贈された。史料編纂所には、昭和14年3月に背旗を購入した記録が残る。落合家には同様の図柄の背旗が他に4枚現存するが、それらは落合家の2代目以降の各当主が、現在史料編纂所が所蔵する初代の背旗を写して作らせたものである。初代の背旗は実際に戦場で使われたものと伝わり、矢・鉄砲玉・鑓によって空いた穴や血痕があるとされ、ポリライト照射調査によって旗の染みからタンパク質が確認され、血痕とみても矛盾しない。
幕末から明治にかけての儒者、安井息軒の遺稿を明治11年に刊行した『息軒遺稿』（巻之三　書鳥井勝高死節圖後）においては、落合左平治（原文ママ）は武田氏の家臣で、瀕死の鳥居強右衛門にその姿を写し旗指物とすることを願い、声すら出せない強右衛門は頷くことでそれを了承し、苦しむ姿を哀れんだ左平次が銃で強右衛門にとどめをさしたと記述されている。
この旗指物を作ったとされる落合左平次に関し、『南紀徳川史』では落合家初代、落合左平次の諱を「道次」とし、遠江の人ではじめ武田氏に仕え、のち徳川家康、さらに徳川頼宣に仕え、鳥居強右衛門の「死節図」を背旗とし、没年を元和6年（1620年）とする。
『寛政諸家系図伝』では落合左平次の諱を「道久」とする。遠江に生まれ、徳川家康に仕え長篠の戦いに参陣。その後長久手の戦いで戦功を挙げ、大坂夏の陣では徳川頼宣に従った。16歳の時花沢の戦いで初めて首級を得、享年76とあるため、没年は寛永7年（1630年）と考えられる。
両者を別人とする丸山彭の説もあるが、花沢の戦いは今川氏・武田氏の戦いであり、『甲陽軍鑑』に武田方の武士として「落合治部・同弟左平次」という兄弟の名が見られることから、金子拓は『寛政譜』の落合佐平次道久は元々武田氏に仕えた武士で、紀州落合家初代落合左平次道次と同一人物とする。
したがって、長篠の戦いの当時徳川家康に仕えていた落合左平次は、鳥居強右衛門が殺害される場面には居合わせておらず、磔のまま放置されていた強右衛門の遺体を目にした可能性があるにとどまることになる。
背旗の制作時期の下限は落合左平次の経歴と背旗が実戦で使用されたことから、大坂夏の陣（1615年）以前であると分かる。上限は背旗に関する記述が『寛政譜』にないことから、『寛政譜』の元となった資料「呈譜」を作成した落合左平次の養子、落合小平次道次（この系統は江戸で旗本となる）が背旗の存在を知らなかったとみて、落合小平次が養父のもとを離れ家康に近侍した慶長4年（1599年）以降という推測ができる。
小島道裕は、この旗の箱書きに「逆磔之図」とあることなどを根拠に、上下逆の逆磔の図だと論じた。しかし、黒田日出男や藤本正行などは、原本が徳川家に献上された時の由緒書や、旗指物一般の構造からこれに反論している。また、明治5年（1872年）に撮られた現在の軸装以前の写真では、名称こそ「鳥居強右衛逆磔図指物」となっているが、向かって左と上部に袋乳と思しき生地が見られ、逆磔ではありえないと確認できる。「落合左平次背旗之図」（靖国神社遊就館蔵）等の江戸時代に旗を模写した図においても、同様の状態が確認できる。

## ギャラリー

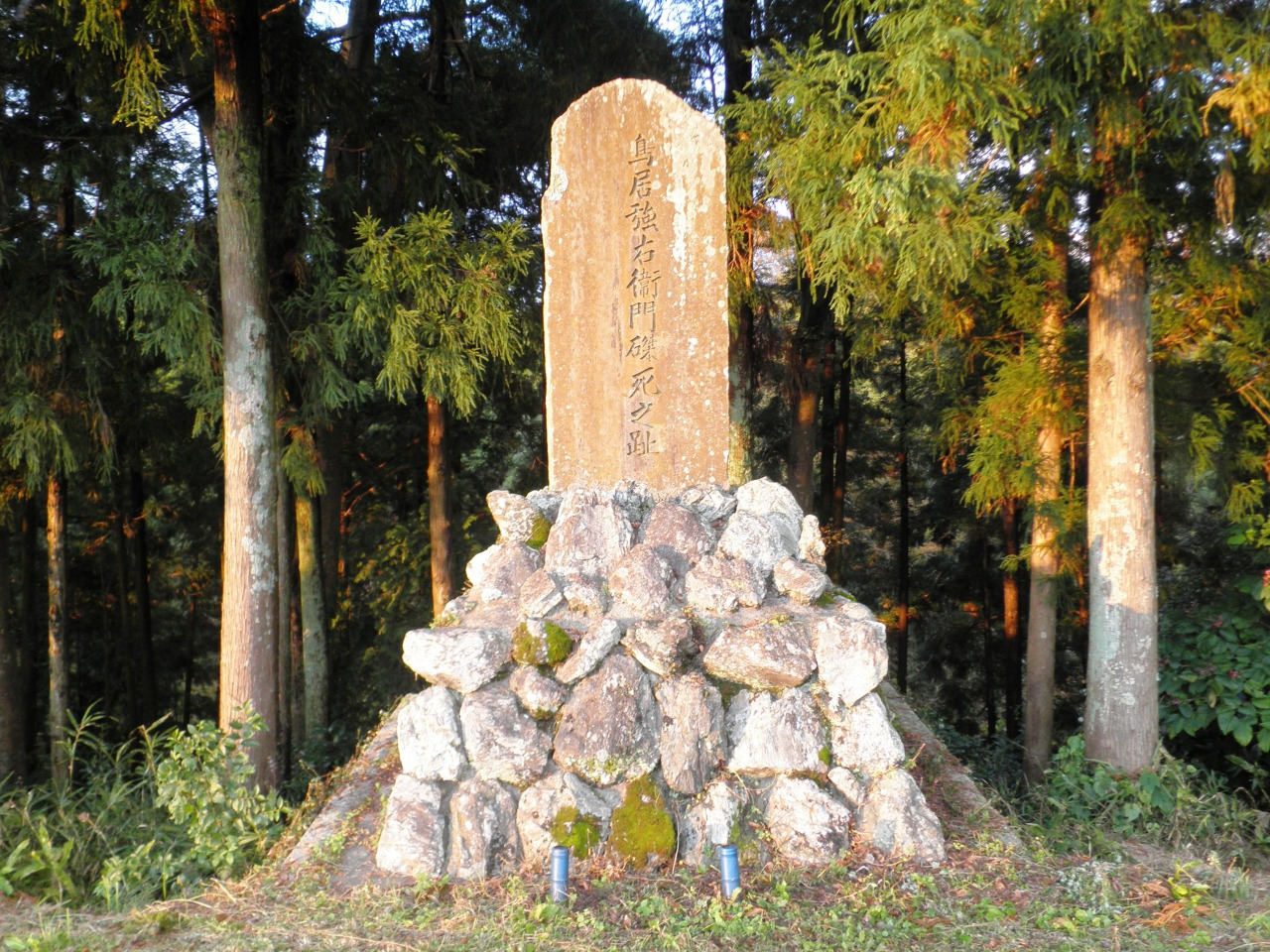
1
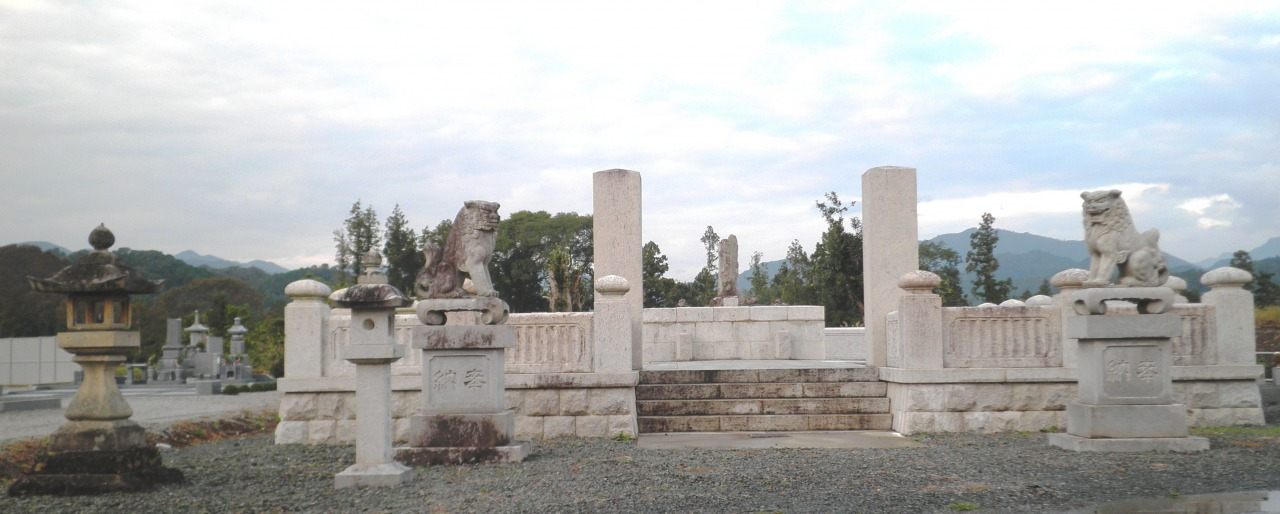
2
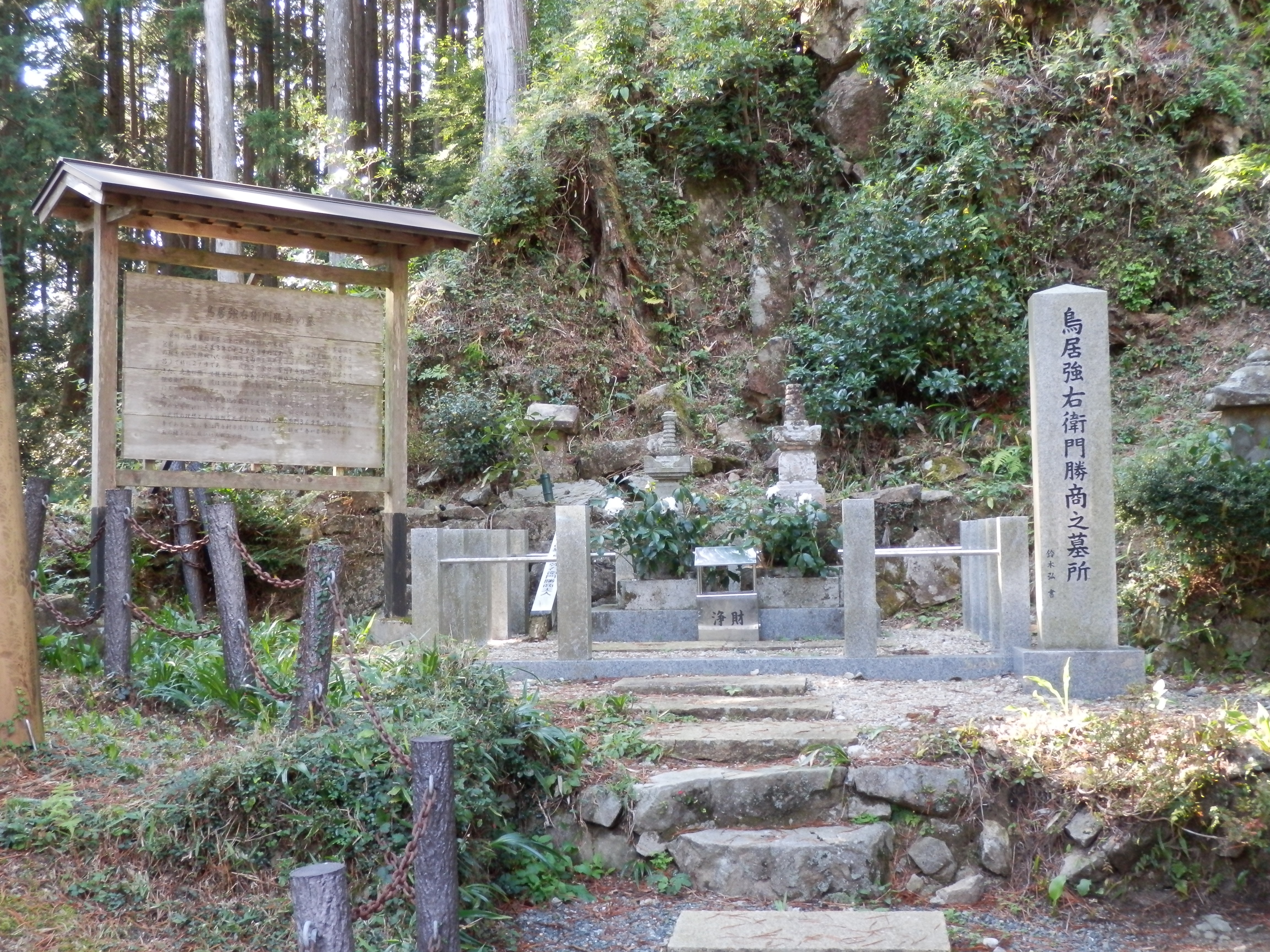
3

1. 鳥居強右衛門磔死の碑 / 愛知県新城市有海に所在
下層は自然石を積み重ねたような形。上層は背の高い化粧石。
2. 新昌寺にある鳥居強右衛門の墓 / 愛知県新城市有海に所在
当初、強右衛門の墓は新昌寺に建立されたが、慶長8年（1603年）に甘泉寺へ移設された。写真の新昌寺の墓碑（中央奥）は、宝暦13年（1763年）に新しく建立されたもので、1919年（大正8年）に墓所の大規模な拡張工事が行われている。狛犬が護る石造りの墓所。
3. 甘泉寺にある鳥居強右衛門の墓 / 愛知県新城市鴨ケ谷門前に所在
山腹にあるこぢんまりとした墓所。織田信長が建立させたと伝えられる古い五輪塔や現代の案内板が見える。

## 鳥居強右衛門を題材とした作品
- 大正2年度（1913年度）初版発行『尋常小学国語読本 巻12』[1][16]

尋常小学校六年生用の国語の国定教科書。武勇伝が同書に掲載されたことをきっかけに、鳥居強右衛門は広く知られる人物となった。ただし、第二次世界大戦終戦後の日本では一転して歴史好き以外の一般人にはほとんど知られていない人物となった。
なお、記事そのものは、広島大学図書館に保管されている1937年（昭和12年）4月21日発行版の時点で掲載されていない。
- 小説『新書太閤記』[17]

1940年代前半。『読売新聞』誌上にて「太閤記」名義で1939年（昭和14年）1月1日から1945年（昭和20年）8月23日にかけて連載された本作のなかで、鳥居強右衛門は大きく取り上げられている。1941年（昭和16年）に新潮社から『新書太閤記』名義で書籍化される際は、全9巻中の第5巻に収録された。現在の同巻は新装版が市販されているが、出版社の作品紹介は鳥居強右衛門のくだりを重点としている。
- 映画『鳥居強右衛門』[18]

1942年（昭和17年）10月1日公開。原作：吉川英治『新書太閤記』。監督：内田吐夢。鳥居強右衛門役（主演）：小杉勇、妻・まつ役：水戸光子、高須大彌太役：志村喬、武田勝頼役：月形龍之介、奥平九八郎貞昌役：東野英治郎。配給：松竹。
- 小説『炎の武士』

池波正太郎が1979年（昭和54年）9月25日に著した同作品は、鳥居強右衛門の男気、土方歳三の色恋、間宮林蔵の生きざま、勘違いから一転した原田左之助の人生という、4つの物語で構成される短編集である。出版社：角川書店（現・KADOKAWA）、文庫：角川文庫。ISBN 4-04-132314-2、ISBN 9784041323144、OCLC 166923670。
- NHK大河ドラマ『徳川家康』第19回「長篠の戦」 - 1983年（昭和58年）放送。演者：上條恒彦。
- テレビ番組（バラエティ）『水曜どうでしょう』「試験に出る日本史」 - 2002年（平成14年）放送。演者：安田顕。
- NHK大河ドラマ『どうする家康』第21回「長篠を救え！」 - 2023年（令和5年）放送。演者：岡崎体育。[19]

## 関係史料
- 小瀬甫庵 『甫庵信長記』
- 大久保忠教 『三河物語』